# 仔榄树
仔榄树（学名：Hunteria zeylanica）为夹竹桃科仔榄树属的植物。分布在印度尼西亚、缅甸、越南、印度、斯里兰卡、马来西亚以及中国大陆的海南等地，常生长在低海拔至中海拔山地密林中、疏林中、山谷和水沟旁土壤肥沃湿润地方，目前尚未由人工引种栽培。
种名zeylanica意为斯里兰卡的。

## 别名
黄羊（海南）；洪达木（俗称）